# Paul (polip)
Paul (Weymouth, Anglia, 2008. január 26. – Oberhausen, Németország, 2010. október 26.) egy hím közönséges polip (Octopus vulgaris) volt. A németországi oberhauseni Sea Life Centre egyik akváriumában élt. Nagy ismertségre tett szert, amikor arra használták, hogy előrejelezze a 2010-es labdarúgó-világbajnokság egyes mérkőzéseinek eredményét.
A nyolc érintett mérkőzés előtti „szeánszokon” Paul mindannyiszor abból a dobozból választotta ki táplálékát, amelyen a későbbi győztes zászlaja szerepelt. Ezekből öt a német labdarúgó-válogatott győztes találkozója volt, egy-egy az őket legyőző szerbeké és spanyoloké, egy pedig a végül Spanyolország Hollandia feletti győzelmét hozó döntő. Az ifjonc Pault már a 2008-as labdarúgó-Európa-bajnokság idején is használták jóslásra, akkor azonban a németek hat mérkőzéseredménye közül ötöt „talált el”.
A weymouthi Sea Life Centre-ben kikelt nyolclábú új németországi otthonában kapta nevét Boy Lornsen gyerekíró verscíme (Der Tintenfisch Paul Oktopus) alapján.

## A szeánszok

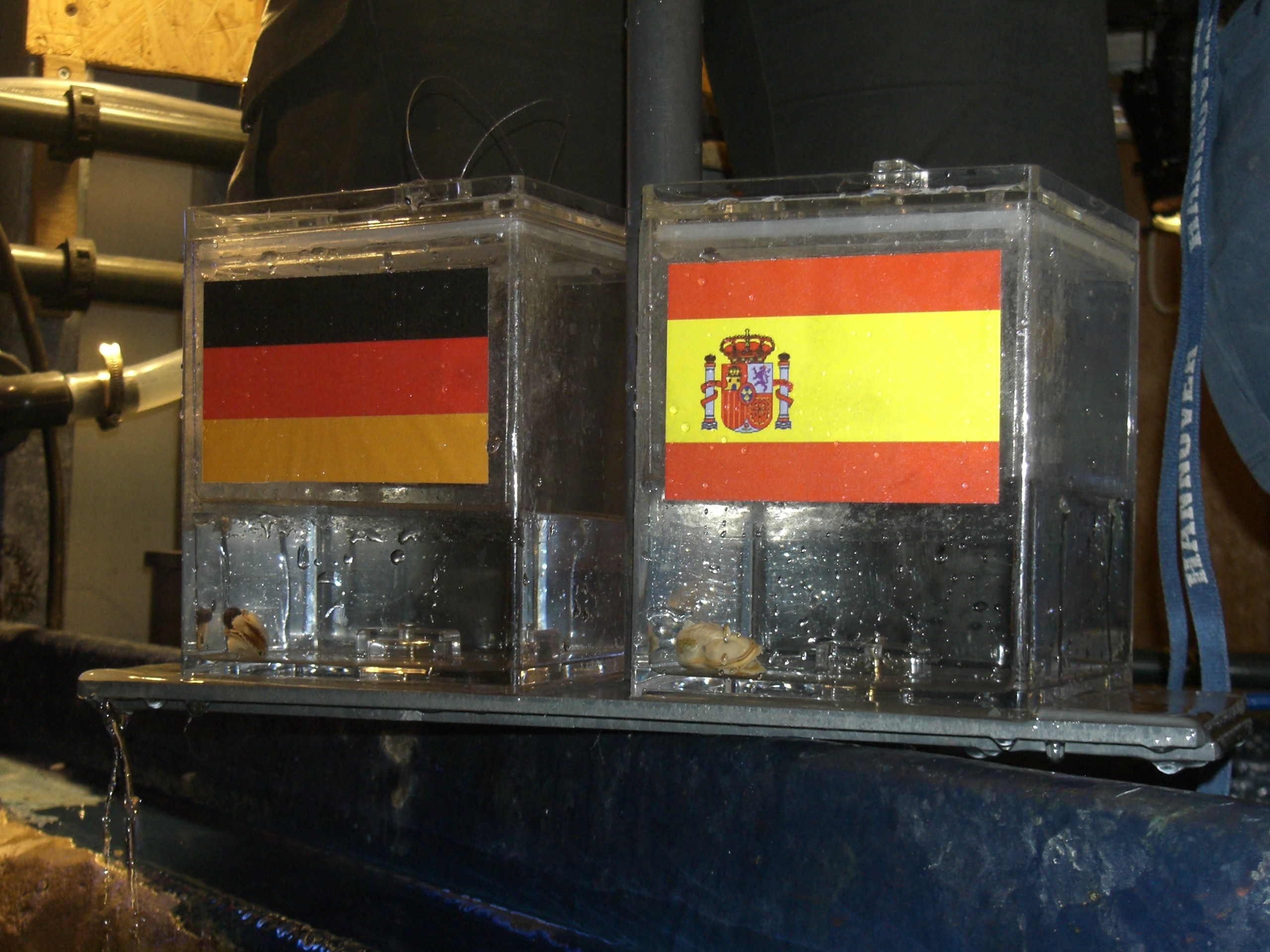
Két doboz, amelyek közül Paul választhatott. Bal sarkukban a polipétel (kagyló) van.

Jóskarrierje a 2008-as futball Eb idején kezdődött. A módszer az volt, hogy Németország mérkőzései előtt két élelmet – osztrigát, kagylót – tartalmazó műanyagdobozt helyeztek Paul elé. Az egyik dobozon a német zászló képe, a másikon az ellenfél zászlajának képe volt. A jósolt győztesnek azt az országot tekintették, amelynek a dobozából a polip először evett.

## Tudományos szemmel

A német zászló

A spanyol zászló

A szerb zászló

Annak, hogy valaki két csapat közül nyolcszor egymás után eltalálja a győztest (figyelmen kívül hagyva a döntetlenek esélyét), 1/256 az esélye. Paul pályafutása során 13 mérkőzés végkimenetelét találta el a 14-ből. Ha pénzfeldobással választunk, akkor az ilyen pontosságú jóslás esélye a binomiális eloszlás alapján 91/16384 ≈ 0,56%.
David Spiegelharter (Cambridge-i Egyetem) és Etienne Roquain (Pierre és Marie Curie Egyetem) arra mutattak rá, hogy más állatokkal is megpróbáltak megjósoltatni meccseredményeket, de kevés sikerrel. Híressé viszont csak az az állat (vagy ember) válik, amely (vagy aki) eltalálja az eredményeket, a hibázók elkerülik a figyelmet.
Roquain szerint nem feltétlenül a véletlen irányította a polip választásait. Lehetséges, hogy valamilyen rendszer szerint választott – ha nem is futballtudása alapján, akkor talán a zászlókat, vagy a felajánlott ételt állította valamilyen értékelési rendszerbe.
Egy lehetséges magyarázat a történtekre a polipok látásával kapcsolatos. A közönséges polipok sem a viselkedésvizsgálatok sem az electroretinogramos vizsgálatok szerint nem képesek a színárnyalatok megkülönböztetésére. Egyedeik azonban megkülönböztetésekre képesek a fényerősség, egy tárgy mérete, alakja és elhelyezkedése alapján. Shelagh Malham, a Bangor Egyetem munkatársa szerint a vízszintes formák vonzzák őket, és a Paul kiválasztotta zászlók valóban vízszintes csíkozásúak. A fekete, vörös és arany sávokból álló német trikolór Paul kedvenc választása volt. A széles sárga sávú spanyol zászló és a kék-fehér éles kontrasztját mutató szerb zászló azonban a németnél élénkebb képet mutathatott a polip számára és ez magyarázhatta, miért választotta ezeket a némettel szemben.
A tudósok a puhatestűek közül a polipokat tartják a leginkább intelligensnek. Érdekesség, hogy egy Pepe nevű polip is hasonlóan választott.
Néhányan nem zárják ki a csalás lehetőségét sem, előfordulhat, hogy az akvárium dolgozói mégsem teljesen egyformán készítik elő a dobozokat, például különböző szagmintákkal igyekeznek befolyásolni a polipot a döntésében.

## Érdekességek

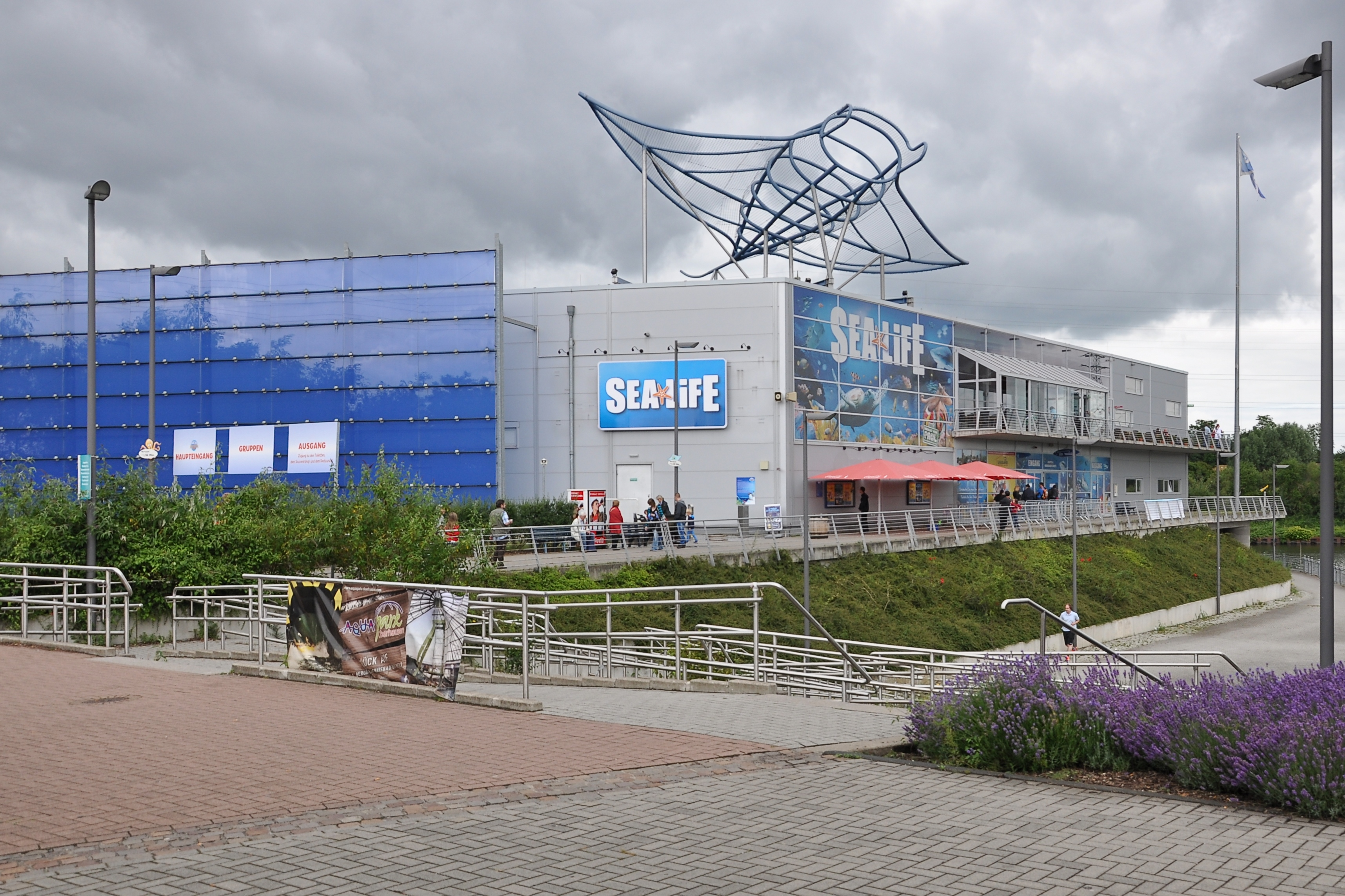
Sea Life Oberhausen

- Paul több halálos fenyegetést is kapott a 2010-es világbajnokság alatt.[16]
- A német NTV hírtelevízió élőben közvetítette a legutolsó néhány jóslatát.[17]
- A spanyol miniszterelnök, José Luis Rodríguez Zapatero, valamint a spanyol gazdasági és halászati miniszter, Elena Espinosa is védelmébe vette a polipot.[17]
- Előfordult, hogy a Twitteren a 10 leggyakoribb kifejezés között szerepelt Paul neve.[5]
- Argentínában dalt is írtak Paulról.[18]
- Az angol William Hill fogadóiroda úgy becsülte, hogy a polip az általa befolyásolt sportfogadók miatt körülbelül fél millió font kárt okozott a különböző fogadóirodáknak.[19]
- A fenti fogadóiroda oddsait tekintve ha egy játékos végig Paul jóslatait követte a világbajnokság alatt, és mindig visszaforgatta a megnyert összeget, akkor a feltett pénzét a 300-szorosára növelhette.[20]
- Egy spanyol üzletember 38 ezer eurót kínált a híressé vált puhatestűért.[21]
- A spanyolországi Carbanillo város díszpolgárává avatta Pault.[22]
- Ukrajna saját jóspolippal készült a 2012-es futball Európa-bajnokságra.[23]

## Lásd még
- 2008-as labdarúgó-Európa-bajnokság
- 2010-es labdarúgó-világbajnokság

## Fordítás
- Ez a szócikk részben vagy egészben  a   Paul (octopus) című angol Wikipédia-szócikk ezen változatának fordításán alapul.  Az eredeti cikk szerkesztőit annak laptörténete sorolja fel. Ez a jelzés csupán a megfogalmazás eredetét és a szerzői jogokat jelzi, nem szolgál a cikkben szereplő információk forrásmegjelöléseként.